# Gilda Lombardo
Gilda Lombardo (Catania, 2 luglio 1989) è una pallavolista italiana, schiacciatrice del Volleybas.

## Carriera

### Club
Gilda Lombardo inizia la sua carriera pallavolistica nel 2001 nella squadra giovanile del Catania, passando l'anno successivo in prima squadra con la quale gioca il campionato di Serie B1. Nel 2003 gioca ancora a Catania, in Serie B2, dopo la retrocessione della squadra, per poi tornare nuovamente in Serie B1 l'anno successivo.
Il sodalizio tra la giocatrice e la sua città natale si rompe nel 2005 quando viene acquistata dall'Asystel, in serie A1: nelle stagioni 2005-06, 2006-2007, 2007-08 si alterna tra la squadra maggiore come riserva (collezionando qualche sporadica presenza) e la squadra minore in Serie B1. Dalla stagione 2008-09 entra a far parte effettivamente della prima squadra, anche se come riserva, subentrando però in quasi tutte le partite soprattutto nel fondamentale della ricezione.
Nella stagione 2009-10 viene data in prestito al Volta in serie A2, ma già la stagione successiva ritorna nuovamente all'Asystel.
Nell'annata 2011-12 viene ceduta al Busnago, in serie cadetta, mentre nella stagione successiva torna nella massima serie, ingaggiata dalla Busto Arsizio, con la quale si aggiudica la Supercoppa italiana.
Nella stagione 2013-14 torna a Novara, nella neopromossa AGIL, per poi ritirarsi al termine del campionato per una gravidanza. Ritorna in campo nell'annata 2015-16 vestendo la maglia del Flero, sempre in Serie A1.
Nella stagione 2016-17 si trasferisce in Francia per partecipare alla Ligue A col Le Cannet. Rientra in Italia nell'annata successiva per difendere i colori del Talmassons, in Serie B1, con cui nel campionato 2018-19 ottiene la promozione in Serie A2; rimane tuttavia in terza serie nazionale anche nella stagione 2019-20 accettando la proposta del Volleybas.

### Nazionale
Nell'estate 2011 ottiene le prime convocazioni in nazionale.

## Palmarès

### Club
- Supercoppa italiana: 1

2012
- Coppa di Lega: 1

2007
- Coppa CEV: 1

2008-09